# Louis Thomas d'Aquin (1667-1710)
Pour les articles homonymes, voir Aquin.
Louis Thomas d'Aquin, né en  1667 et mort en 1710, est un prélat français, évêque de Fréjus, puis évêque de Séez du XVIIe siècle et du début du XVIIIe siècle.

## Biographie
Louis-Thomas d'Aquin, né à Paris, est fils de Antoine d'Aquin, premier médecin de la Reine et le neveu de Luc d'Aquin. Il est le filleul de la Reine et de Monsieur le Prince.
Destiné à l'Église, il est pourvu en commende de l'abbaye Saint-Serge d'Angers et en 1678 de abbaye de La Sauve-Majeure. Il est agent général du clergé de France de 1690 à 1693. Il est nommé évêque de Fréjus en 1697, en remplacement de son oncle Luc d'Aquin et consacré à la Sorbonne par Daniel de Cosnac l'archevêque d'Aix.
Il est transféré en 1698 à l'évêché de Sées et confirmé le 30 mars 1699. Il établit un petit séminaire et rétablit l'usage des conférences ecclésiastiques. D'Aquin supprime le prieuré de Notre-Dame d'Argentan à cause des abus, et en transfère les religieuses dans l'abbaye d'Almenêches, qui est à son tour cinquante ans après transférée à Argentan.

### Sources
- Lucien-Victor Dumaine, Mgr Louis d'Aquin, évêque de Séez, 1667-1710, 1902